# Födekam
Der Musikverband Födekam Ostbelgien V.o.G. (förmlich: Regionaler Verband der Instrumental- und Vokalensembles in der Deutschsprachigen Gemeinschaft Belgiens) ist eine Vereinigung ohne Gewinnerzielungsabsicht mit Sitz in Amel. Ihm sind 115 Gesangsvereine, Orchester, Musikvereine, Spielmannszüge, Kinderchöre, Jugendchöre und Jugendorchester angeschlossen. Ziel des Verbandes ist die Förderung der Musik und des Gesangs auf kultureller Ebene im Amateurkunstbereich.
Der Verband ist gleichzeitig Förderverein durch seine vielfältigen Aus- und Weiterbildungsangebote im Amateurmusikbereich, Interessenvertretung gegenüber den regionalen und nationalen Institutionen und Behörden, sowie durch viele Serviceangebote (u. a. Notenbibliothek und Mitgliederdatenbank) Dienstleister für seine Vereine.
Der Musikverband Födekam Ostbelgien wurde 1959 nach dem Vorbild der Föderation der katholischen Musikvereine der Provinz Antwerpen (Fedekam Antwerpen) gegründet.

## Einstufung von Musikvereinen
In der Deutschsprachigen Gemeinschaft erhalten Musikvereine einen finanziellen Zuschuss, dessen Höhe von der Qualität der erbrachten Leistungen und der Größenordnung der Vereinigung abhängt. Eine unabhängige Fachjury nimmt dafür eine Einstufung in Kategorien vor (1., 2., 3. Kategorie, Exzellenzklasse, Ehrendivision oder Höchststufe).
Die Einstufung wird von der Regierung der Deutschsprachigen Gemeinschaft organisiert und beaufsichtigt sowie vom Musikverband Födekam Ostbelgien ausgerichtet.

## Nachbarverbände
- APSAM - Association pour la Promotion des Sociétés d'Art Musicale in Lüttich
- Bund für Zupf- und Volksmusik Saar e.V. in Saarbrücken (Deutschland)
- Chorverband Koor & Stem in Antwerpen
- FML - Fédération Musicale de la Province de Liège in Lüttich
- Kreismusikverband Bernkastel-Wittlich (Deutschland)
- Kreismusikverband Bitburg-Prüm (Deutschland)
- Union Grand-Duc Adolphe (UGDA) in Luxemburg (Luxemburg)
- VLAMO - Vlaamse Amateurmuziekorganisatie in Gent